# Ромберг, Мария
Мария Ромберг (швед. Maria Romberg; 1697 год ― 14 апреля 1725 года) ― шведская убийца. Действуя в составе группы из четырёх лиц (среди них был её любовник), умертвила своего супруга. Была приговорена к смертной казни. 

## Биография
В 1716 году, в возрасте 19 лет, Мария Ромберг была против своей воли выдана замуж за торговца Андерсона Броберга, который был на 27 лет старше её. Супруги жили Буросе. Свидетели утверждали, что Броберг постоянно оскорблял Марию; самого его называли жестоким, а отчим Марии обвинял его в алкоголизме. В 1719 году Мария завела любовные отношения со своим другом детства Хаквином Вийндруфом, членом одной из самых богатых и влиятельных семей в Буросе. Их отношения были хорошо известны горожанам, среди них были и люди, которые любовники использовали в качестве посыльных.
В 1722 году её муж призвал двух викариев, чтобы те наставили её в том, как себя должна вести замужняя женщина. После этого Мария и Хаквин предприняли две попытки отравить Броберга, но потерпели неудачу.  Затем Мария наняла ведьму по имени Романс Ингеборг, которая уверила её в том, что в прошлом она совершала много убийств по найму. Трое сообщников начали строить свои планы. Однажды они пытались его задушить, но безуспешно. В 1724 году они посвятили в свой сговор горничную Карин Андерсдоттер: Броберг надругался над ней, и она хотела отомстить ему.
28 декабря 1724 года викарии снова приходили пообщаться с Марией, и в ту же ночь она, Хаквин, Ингеборг и Карин решили снова попытаться совершить убийство. Три женщины пошли в спальню Броберга, где он спал, и Ингеборг била его по голове, пока тот не умер. Затем они поместили его тело в такую позу, как будто он споткнулся и ударился головой.
Когда следователи осматривали труп, они установили, что смерть имела насильственный характер. Мария и три её сообщника были обвинены в убийстве. Карин созналась первой. Когда Мария услышала её признание, она также созналась и сказала Хаквину чтобы тот сделал то же самое.  Хаквин, однако, продолжил всё отрицать, утверждая, у Марии и помимо него было несколько любовников. Он попытался сбежать из-под стражи, но был схвачен, и в итоге был вынужден признаться в содеянном.
23 февраля того же года Мария, Хаквин, Ингеборг и Карин были признаны виновными и приговорены к смертной казни. Все они были обезглавлены, хотя казнили их несколько разными способами. Мария была обезглавлена и сожжена, Хаквин был обезглавлен, а его голова была пригвождена к шесту. Ингеборге отрезали руку, затем обезглавили и сожгли. Карин была просто обезглавлена и похоронена. Приговор был приведён в исполнение 14 апреля 1725 года.
Это дело положило конец влиянию семьи Вийндруфов в городе. Брат Хаквина, Андреас, был рукоположён в священники всего четыре дня спустя после казни и эмигрировал в Северную Америку летом 1725 года.